# Sexueller Missbrauch von Jugendlichen
Unter sexuellem Missbrauch von Jugendlichen versteht man sexuelle Handlungen, die eine strafmündige Person an einem Jugendlichen vornimmt oder an sich selbst vornehmen lässt, die in der Rechtsordnung des jeweiligen Landes strafrechtlich verfolgt werden können. Als Jugendliche werden in diesem Artikel Personen vom vollendeten 14. bis zum vollendeten 18. Lebensjahr eingestuft. Für sexuelle Handlungen, an denen Personen beteiligt sind, die das 14. Lebensjahr noch nicht vollendet haben, siehe: Sexueller Missbrauch von Kindern.
Kriterien für die Strafbarkeit solcher sexueller Handlungen sind – je nach Gesetzeslage – das Alter des Jugendlichen, der Altersunterschied zwischen Täter und Opfer, der tatsächliche Entwicklungsstand des Jugendlichen sowie die Art der Beziehung zwischen Täter und Opfer. Wenn zwischen beiden ein Abhängigkeitsverhältnis besteht, zum Beispiel zwischen Lehrer und Schüler oder Vormund und Mündel, bilden solche sexuellen Handlungen eher Straftatbestände (siehe sexueller Missbrauch von Schutzbefohlenen), als wenn es sich um de facto einvernehmliche Handlungen zwischen Liebespartnern handelt. Da Einvernehmlichkeit bei jungen Menschen unter Umständen schwer zu prüfen ist, sehen viele Rechtsordnungen, sobald Jugendliche betroffen sind, auch eine Strafbarkeit de facto einvernehmlicher sexueller Handlungen vor.

## Strafrechtliche Aspekte

### Europarecht
Zu beachten ist insbesondere das sexuelle Selbstbestimmungsrecht Jugendlicher. So sprach im Jahr 2003 der Europäische Gerichtshof für Menschenrechte einem 17-jährigen Österreicher Schadensersatz wegen eines Verstoßes gegen die Europäische Menschenrechtskonvention zu, weil er, der sich stets für ältere Partner interessierte, von seinem 14. bis zu seinem 18. Geburtstag vom damalig gültigen § 209 öStGB davon abgehalten worden war, erfüllende intime Beziehungen einzugehen, die seiner Neigung zu erwachsenen Männern entsprachen.

### Deutschland

#### Geltendes Recht
§ 182 Abs. 1 StGB stellt sexuelle Handlungen mit einem Jugendlichen unter 18 Jahren unter Strafe, wenn der Jugendliche durch Ausnutzung einer Zwangslage dazu gebracht wurde. In Abs. 2 werden sexuelle Handlungen eines über 18-Jährigen gegen ein Entgelt mit einem Jugendlichen unter 18 Jahren verboten. In beiden Fällen wird Freiheitsstrafe bis zu fünf Jahren oder Geldstrafe angedroht.
Schließlich werden nach Abs. 3 sexuelle Handlungen von Erwachsenen ab 21 Jahren mit Jugendlichen unter 16 Jahren mit Freiheitsstrafe bis zu drei Jahren oder Geldstrafe bestraft, wenn die erwachsene Person dabei eine „ihr gegenüber fehlende Fähigkeit des Opfers zur sexuellen Selbstbestimmung ausnutzt“. Die „fehlende Fähigkeit zur sexuellen Selbstbestimmung“ kann nach einer Entscheidung des Bundesgerichtshofes nicht allein aus dem Alter des Jugendlichen abgeleitet werden, sondern muss im Einzelfall festgestellt werden; dies wurde 2015 auch im Gesetzestext durch Einfügung der Worte „ihr gegenüber“ durch das 49. Strafrechtsänderungsgesetz (BGBl. I S. 10) klargestellt. Sexuelle Unerfahrenheit reicht nicht für die Feststellung der fehlenden Fähigkeit zur sexuellen Selbstbestimmung aus.
Der Versuch ist strafbar. Absätze 1 und 2 sind als Offizialdelikt, Absatz 3 ist als (Misch-)Antragsdelikt ausgestaltet. Das Gericht kann von Strafe absehen, wenn bei Berücksichtigung des Verhaltens des Opfers das Unrecht der Tat gering ist (Absatz 6).
Rechtsgut der Vorschrift ist die sexuelle Selbstbestimmung Jugendlicher.
Die Verfolgungsverjährung für sexuellen Missbrauch von Jugendlichen tritt, wenn nicht vorher ein Verfahren eingeleitet wurde, am 35. Geburtstag des Opfers ein (§ 78b Abs. 1 Nr. 1 i. V. m. § 78 Abs. 3 Nr. 4 StGB; vor dem 27. Januar 2010 begangene Taten verjährten fünf Jahre nach Beendigung der Tat).
Wenn das Opfer unter 14 Jahre alt und damit im Rechtssinn Kind ist, ist nach der Rechtsprechung des Bundesgerichtshofes noch nicht abschließend geklärt, ob § 182 StGB zu dem mit höherer Strafe bedrohten § 176 bzw. § 176c StGB (sexueller Missbrauch von Kindern) in Tateinheit steht oder ob Gesetzeseinheit besteht.
Völlig unklar ist das Verhältnis des § 182 StGB zum seit 10. November 2016 geltenden Tatbestand sexueller Übergriff; bei § 182 Absatz 1 und 3 dürfte in der Regel Tateinheit oder Gesetzeseinheit zu dem mit höherer Strafe bedrohten § 177 StGB vorliegen.

#### Geschichte

##### Verführung von (unbescholtenen) Mädchen
Das Preußische Landrecht (1794) kannte noch keinen gesonderten Straftatbestand des sexuellen Missbrauchs von Jugendlichen. § 1007 des strafrechtlichen Teils dieses Gesetzeswerkes bestimmte allerdings, dass Bordellwirte bei Strafe keine minderjährigen Prostituierten in ihre Häuser aufnehmen durften. Nach §§ 1028f. war auch die „Verführung“ unverheirateter Mädchen und Frauen strafbar, aber ohne Ansehen des Alters des Opfers. § 1054 regelte die Strafbarkeit sexueller Kontakte zu „Unerwachsenen“, womit jedoch nicht Jugendliche, sondern Kinder bis zur Vollendung des 12. Lebensjahres gemeint waren. Das allgemeine Schutzalter wurde durch § 144 Nr. 3 des preußischen Strafgesetzbuchs von 1851 auf 14 Jahre erhöht. Dessen § 149 bestimmte, dass, wer ein 14 oder 15 Jahre altes unbescholtenes Mädchen zum Beischlaf verführte, auf Antrag der Eltern oder des Vormundes der Verführten mit Gefängnisstrafe von drei Monaten bis zu einem Jahr bestraft wurde.
Der Wortlaut der Urfassung § 182 des Strafgesetzbuches für das Deutsche Reich von 1871 war eng an den des vorgenannten Gesetzes angelehnt, reduzierte aber die Mindeststrafe auf einen Tag.
Der Begriff „unbescholten“ wurde in geschlechtlicher Hinsicht verstanden, darf aber nicht mit Jungfräulichkeit verwechselt werden. Eine Jungfrau konnte aufgrund ihres Verhaltens als bescholten gelten, umgekehrt galt aber ein Mädchen, das die Jungfräulichkeit unverschuldet verloren hatte (z. B. vor dem 14. Geburtstag oder durch Vergewaltigung) als unbescholten. Im Prozess wurde die Unbescholtenheit des Mädchens vermutet; wollte der Verführer dem Mädchen Bescholtenheit nachweisen, konnte dies dem Ansehen des Mädchens sehr schaden. Deshalb wurde immer wieder gefordert, die Einschränkung auf unbescholtene Mädchen zu streichen.
Zum 1. April 1970 wurde die Gefängnisstrafe durch die Freiheitsstrafe abgelöst, die Höchststrafe blieb bei einem Jahr.
In der Bundesrepublik Deutschland brachte 1973 eine Novellierung des § 182 StGB, dem die Überschrift „Verführung“ gegeben wurde, sechs Veränderungen: 
Die Vorschrift galt nun für alle Mädchen unter 16 Jahre (also auch „bescholtene“); 
es wurde die Möglichkeit, Geldstrafe zu verhängen, in die Vorschrift aufgenommen; 
die Berechtigung, einen Strafantrag zu stellen, war seitdem nicht mehr auf Eltern und Vormünder beschränkt (die Verführte konnte ab ihrem 18. Geburtstag selbst Strafantrag stellen, wenn die Antragsfrist noch nicht abgelaufen war, weil die Eltern bzw. der Vormund nicht mindestens drei Monate davor von der Verführung erfahren hatten; allerdings wurde 1975 die Verjährungsfrist von fünf auf drei Jahre verkürzt); 
der Täter konnte sich durch Heirat mit der Verführten einer Strafverfolgung entziehen (ab 1975 war allerdings eine Heirat erst nach dem 16. Geburtstag möglich, vgl. Ehemündigkeit); 
das Gericht konnte von einer Bestrafung absehen, wenn der Täter noch nicht 21 Jahre alt war; 
die Verführung zum Beischlaf mit Dritten fiel nicht mehr unter den Tatbestand (allerdings oft als Förderung sexueller Handlungen Minderjähriger strafbar).

##### Homosexuelle Handlungen mit männlichen Jugendlichen
Sexuelle Handlungen mit minderjährigen Jungen wurden historisch von der Verführung von Mädchen unterschieden, als homosexuelle Handlungen identifiziert und darum in eigenen Straftatbeständen erfasst. Bis 1968 (DDR) bzw. 1969 (Bundesrepublik Deutschland) war die Verführung eines Jungen unter 21 Jahren durch einen Mann über 21 Jahre durch § 175a strafbar.
Als mit der Großen Strafrechtsreform die generelle Strafbarkeit homosexueller Handlungen 1969 entfiel, blieb das Verbot sexueller Kontakte erwachsener Männer zu männlichen Jugendlichen aber bestehen und bildete den neuen Inhalt von § 175 StGB.

##### Entwicklung in der DDR bzw. den neuen Bundesländern 1968–1994
In der DDR, wo 1968 mit dem StGB-DDR ein eigenes Strafrecht in Kraft trat, wurden gleichgeschlechtliche Handlungen, die Erwachsene mit Jugendlichen vornahmen, unabhängig vom Geschlecht des Täters durch § 151 StGB-DDR unter Strafe gestellt.
Im StGB-DDR war der heterosexuelle Missbrauch von Jugendlichen in § 149 geregelt. Ebenso wie § 151 verzichtete auch dieses Gesetz auf eine Unterscheidung zwischen männlichen und weiblichen Tätern. Für strafbar erklärt wurden Geschlechtsverkehr und „geschlechtsverkehrsähnliche Handlungen“ eines Erwachsenen mit einer Person des anderen Geschlechts zwischen 14 und 16 Jahren dann, wenn der Sexualkontakt „unter Ausnutzung der moralischen Unreife durch Geschenke, Versprechen von Vorteilen oder in ähnlicher Weise“ erfolgte. Die Einschränkung, dass für den Tatbestand nur heterosexuelle Handlungen in Frage kommen, entfiel Ende 1988, da § 151 aufgehoben wurde. Der § 149 StGB-DDR galt in den neuen Ländern bis 1994.

##### Vereinheitlichung 1994
Erst knapp vier Jahre nach der Wiedervereinigung wurde im Rahmen des 29. Strafrechtsänderungsgesetzes § 182 StGB umfassend novelliert, um die Regelung in Deutschland wieder zu vereinheitlichen. Die Vorschrift erhielt die neue Überschrift „Sexueller Mißbrauch von Jugendlichen“. Das Geschlecht von Täter und Opfer ist für den Straftatbestand seitdem irrelevant. Neu war weiterhin, dass seitdem zwei Schweregrade unterschieden werden: Als gravierender Missbrauch wurde der Fall bestimmt, dass eine Person über 18 Jahren mit einer Person unter 16 Jahren entweder gegen Entgelt sexuellen Kontakt hat oder eine Zwangslage der jüngeren Person benutzt, um sie zu sexuellen Handlungen zu bringen. Ein weniger schwerer, aber ebenfalls strafbarer Missbrauch wurde dann gesehen, wenn weder Entgelt noch Ausnutzung einer Zwangslage eine Rolle spielten, der Täter aber über 21 Jahre alt und die fehlende Fähigkeit des Opfers zur sexuellen Selbstbestimmung ausnutzt. Für alle Missbrauchsfälle bestimmte eine Sonderklausel, dass das Gericht von Strafe absehen konnte, wenn das Opfer die Tat mit seinem Verhalten begünstigt hatte.

#### Änderungsdiskussion 2006–2008
Am 26. August 2006 beschloss das Bundeskabinett, zum besseren Schutz Jugendlicher vor sexueller Ausbeutung eine Reihe von Gesetzen zu ändern. Unter anderem betraf die Änderung auch die Anhebung der Schutzaltersgrenze gemäß § 182 Abs. 1 StGB. Nach dem Entwurf der Bundesregierung sollte sich strafbar machen, wer mit einer Person unter 18 Jahren sexuelle Handlungen gegen Entgelt oder unter Ausnutzung einer Zwangslage ausübt. Bis zum 4. November 2008 lag dieses Schutzalter bei 16 Jahren. Entfallen sollte bei § 182 Abs. 1 StGB auch die untere Altersgrenze von 18 Jahren für die Strafbarkeit des Täters. Das bedeutete, dass bereits eine Person ab 14 Jahren (Strafmündigkeit) hätte bestraft werden können, wenn sie mit einer anderen Person unter 18 Jahren unter Ausnutzung einer Zwangslage oder gegen Entgelt sexuelle Handlungen ausgeübt hätte. Ebenfalls neu sollte bereits der Versuch eines Verstoßes gegen § 182 StGB unter Strafe gestellt werden. Die für den 27. April 2007 vorgesehene abschließende Beratung im Bundestag wurde von der Tagesordnung abgesetzt, da der Bundesrat eine weitergehende Verschärfung der Vorschrift vorgeschlagen hatte. Demnach sollten sexuelle Handlungen mit Personen unter 18 Jahren auch dann als Missbrauch strafbar sein, wenn sie nicht gegen einen geldwerten, sondern einen „sonstigen“ (immateriellen) Vorteil stattgefunden hätten. Das hätte bedeutet, dass beispielsweise gegen einen 14-17-Jährigen ein Ermittlungsverfahren wegen sexuellen Missbrauchs hätte eingeleitet werden können, wenn er seine Freundin aus der gleichen Altersgruppe ins Kino eingeladen hätte und es dabei zum Petting gekommen wäre. Dieser verschärfte Entwurf wurde von den Fraktionen von CDU/CSU und SPD unterstützt und war für den 13. Dezember 2007 im Bundestag zur Abstimmung vorgesehen. Jugendverbände, Sozialwissenschaftler und die Oppositionsparteien FDP, Bündnis 90/Die Grünen und Die Linke übten scharfe Kritik an dieser als „Petting-Paragraf“ bezeichneten Kriminalisierung von sexuellen Handlungen Jugendlicher untereinander. Die Abstimmung wurde von der Tagesordnung abgesetzt.
Durch das Gesetz zur Umsetzung des Rahmenbeschlusses des Rates der Europäischen Union zur Bekämpfung der sexuellen Ausbeutung von Kindern und der Kinderpornographie vom 31. Oktober 2008 (BGBl. I S. 2149, in Kraft getreten am 5. November 2008) wurden die Schutzaltersgrenzen der Tatbestandsalternativen des neu gefassten § 182 Abs. 1 StGB und des neu eingefügten Abs. 2 (früher in Abs. 1 enthalten) von 16 auf 18 Jahre angehoben. Das Mindestalter des Täters von 18 Jahren, das früher Bedingung für eine Strafbarkeit war, wurde hinsichtlich des Ausnutzens einer Zwangslage (Abs. 1) gestrichen. Abs. 2 wurde zu  Abs. 3, der neue Abs. 4 führte die Versuchsstrafbarkeit ein.

### Österreich
In Österreich existierte bis 2002 keine entsprechende Norm. Vielmehr waren heterosexuelle und lesbische Sexualkontakte zwischen Mündigen (14 Jahre und älter) vollkommen legal, während § 209 StGB „gleichgeschlechtliche Unzucht“ eines Volljährigen mit 14- bis 17-jährigen „Person[en] männlichen Geschlechtes“ unter Strafe stellte. Für die Abschaffung dieses Paragraphen gab es mehrere parlamentarische Anläufe, von denen der knappste 1996 mit Stimmengleichheit ausging. Erst mit seiner Erkenntnis vom 21. Juni 2002 hob der VfGH diese Bestimmung auf. In Folge gab es Initiativen vonseiten rechter Organisationen und Parteien, das allgemeine Schutzalter auf 16 Jahre anzuheben, während sich die Bundesjugendvertretung klar gegen eine Erhöhung aussprach. Die ÖVP brachte schließlich den § 207b StGB in den Nationalrat ein, wo er mit den Stimmen der schwarz-blauen Regierung verabschiedet wurde.
§ 207b StGB orientiert sich am Wortlaut und dem Inhalt des § 182 StGB-Deutschland, ohne mit ihm identisch zu sein. In Österreich sind geschlechtliche Handlungen mit Jugendlichen unter 18 Jahren dann verboten, wenn diese unter Ausnützung einer Zwangslage oder unter Ausnützung der eigenen Überlegenheit und der Unreife des Jugendlichen erfolgen. Auch ist die unmittelbare Verleitung von Jugendlichen durch ein Entgelt, wie auch zu sexuellen Handlungen mit Dritten, verboten. Das Verleiten von Jugendlichen, zu denen man in einem Autoritätsverhältnis steht, zu einer geschlechtlichen Handlung mit einer anderen Person fällt unter den Tatbestand der Kuppelei (§ 212 StGB).
Der Gesetzgeber ging bei der Schaffung des § 207b StGB davon aus, dass die sexuelle Selbstbestimmungsfähigkeit mit Vollendung des 14. Lebensjahres grundsätzlich gegeben ist und die neue Bestimmung nur Fälle erfasst, in denen diese Fähigkeit aus besonderen Gründen ausnahmsweise fehlt bzw. deutlich eingeschränkt ist. Allen Fällen des § 207b StGB ist gemeinsam, dass sie Situationen im Auge haben, in denen es dem Jugendlichen unmöglich gemacht oder erheblich erschwert wird, sein sexuelles Selbstbestimmungsrecht dahin auszuüben, dass er einen von ihm nicht gewünschten Sexualkontakt (mit Erfolg) ablehnt. § 207b StGB soll Sachverhalte erfassen, in denen bestimmte Konstellationen zu sexuellen Kontakten ausgenutzt werden, zu denen sich der Jugendliche andernfalls nicht bereit finden würde. Im Falle des Absatz 3 etwa muss der Täter durch das Entgelt (gemäß § 74 Abs. 1 Z 6 StGB jede einer Bewertung in Geld zugängliche Gegenleistung) den Jugendlichen konkret zur sexuellen Handlung bestimmen (veranlassen). Von Jugendlichen (ebenfalls) gewollte Sexualkontakte sollen also nicht kriminalisiert werden. Obschon der Wortlaut des Gesetzes das nicht erwähnt, richtet sich der Paragraph an erwachsene Täter, nicht an die Beziehungen Jugendlicher verschiedener Altersstufen untereinander (entsprechend der Alterstoleranzklausel der §§ 206,207 Missbrauch Unmündiger bei geringem Altersunterschied).
Parlamentarische Anfragen ab Inkrafttreten bis zumindest 2004 zeigen, dass einige Staatsanwaltschaften ihn vielfach als Ersatzbestimmung handhaben und unverhältnismäßig oft homosexuelle Kontakte verfolgt werden. Auch wurden immer wieder Gerichtsverfahren eingeleitet, ohne dass ein Anfangsverdacht auf eine verbotene Beziehung vorlag, um zu prüfen, ob ein Fall nach § 207b StGB erfüllt sein könnte. Österreichs Kinderschutzexperten forderten in ihrem Bericht zum „Nationalen Aktionsplan (NAP) Kinder- und Jugendrechte“ einstimmig eine Evaluation des § 207b StGB nach 5 Jahren seines Bestehens, um festzustellen, ob diese Bestimmung das Selbstbestimmungsrecht Jugendlicher schützt oder aber beschneidet. Und auch der Österreichbericht 2004 des EU-Network of Independent Experts on Fundamental Rights kritisiert die Praxis mancher Staatsanwaltschaften, bloße Intimkontakte bereits zum Anlass für Verfolgungsschritte zu nehmen.

### Liechtenstein
Als Sexueller Missbrauch von Minderjährigen strafbar sind nach § 208 Strafgesetzbuch (Liechtenstein) sexuelle Handlungen, die von einer Person über 18 Jahren mit einer Person unter 16 Jahren unter Ausnützung ihrer fehlenden Fähigkeit zur sexuellen Selbstbestimmung oder einer Notlage oder unabhängig vom Alter des Täters mit einer Person unter 18 Jahren gegen Entgelt vorgenommen werden.

### Vereinigte Staaten von Amerika

#### Geltendes Recht
Strafgesetze werden in den USA auf der Ebene der Bundesstaaten verabschiedet. Die Rechtslage bei sexuellem Missbrauch von Jugendlichen ist daher innerhalb des Landes uneinheitlich.
Generell können Personen im Schutzalter sexuellen Handlungen de iure nicht zustimmen. Infolgedessen können sexuelle Handlungen mit Personen im Schutzalter auch dann strafrechtlich verfolgt werden, wenn sie de facto einvernehmlich bzw. im Rahmen einer Liebesbeziehung erfolgen. Bei Geschlechtsverkehr mit Personen im Schutzalter spricht man im Falle solcher faktischer Einvernehmlichkeit von statutory rape (wörtlich: „Vergewaltigung nach dem Gesetz“). Als weitere Straftatbestände, die ebenfalls sexuellen Missbrauch von Jugendlichen betreffen können, sind z. B. criminal sexual act („kriminelle sexuelle Handlung“), sexual misconduct („sexuelle Verfehlung“) und sexual abuse („sexueller Missbrauch“) zu nennen.
In manchen Bundesstaaten gelten diese Straftatbestände nicht, wenn die beteiligten Personen durch eine Ehe verbunden sind. In manchen Staaten gibt es weitere Ausnahmen, wenn die Beteiligten in einer Liebesbeziehung verbunden sind und ihr Alter nicht mehr als eine festgelegte Anzahl von Jahren differiert („Romeo and Juliet laws“).
Personen, die in den USA wegen eines Sexualstraftatbestandes verurteilt werden, erhalten einen Eintrag in die föderale Sex Offender Registry sowie in entsprechende Register des betreffenden Bundesstaates; dadurch kann jedermann auf Informationen über die Verurteilung zugreifen. In den meisten Bundesstaaten werden auch minderjährige Personen registriert.

#### Beispiel New York
Im Bundesstaat New York sind nach Artikel 130.05, Abs. 3a des NY Penal Law Artikel Personen, die jünger als 17 Jahre sind, de iure nicht fähig, sexuellen Handlungen zuzustimmen, sodass andere Personen sich durch Sex mit solchen Personen unter Umständen selbst dann strafbar machen, wenn die sexuellen Handlungen de facto einvernehmlich und im Rahmen einer Liebesbeziehung geschehen. Ausgenommen von dieser Regel sind nach Artikel 130.10, Abs. 4 sexuelle Handlungen zwischen Verheirateten. Da seit Juni 2017 Personen unter 17 Jahren in New York keine Heiratserlaubnis mehr erhalten, betrifft letzteres allerdings nur noch Paare, die zugezogen sind; vor der Gesetzesänderung hatten unter bestimmten Voraussetzungen bereits 14-Jährige heiraten dürfen.
Die gesellschaftliche Realität weicht vom Ideal, das dieser Rechtslage zugrunde liegt und nach dem Jugendliche unter 17 Jahren noch keinen Sex haben sollen, erheblich ab. Tatsächlich hatten nach einer Studie aus dem Jahre 2002 45,7 % der befragten Amerikanerinnen ihren ersten Geschlechtsverkehr, bevor sie 17 Jahre alt waren; bei den Männern waren es sogar 49,2 %.
Legaler Sex setzt in New York voraus, dass beide Partner mindestens 17 Jahre alt sind. Jugendliche untereinander dürfen einvernehmlichen Sex ohne Penetration (Petting) haben, wenn der ältere Partner höchstens 20 Jahre, der Jüngere mindestens 15 Jahre ist, und nicht mehr als 4 Jahre Altersunterschied zwischen ihnen liegen. Geschlechtsverkehr mit genitaler, oraler oder analer Penetration fällt, wenn mindestens einer der Partner jünger als 17 Jahre ist, grundsätzlich unter den Straftatbestand des sexual misconduct, und zwar selbst bei Gleichaltrigen. Dieser Straftatbestand zielt allerdings primär auf faktische sexuelle Angriffe (z. B. am Arbeitsplatz), sodass Jugendliche, die einvernehmlichen Sex hatten, deswegen nur selten vor Gericht kommen. Die New Yorker Regelungen im Einzelnen:

##### Geschlechtsverkehr
Beschuldigte im Alter von 16 bis 20 Jahren
Nach Artikel 130.20, Abs. 1 des New York Penal Law macht sich jede Person strafbar, die Geschlechtsverkehr mit einer Person hat, die diesem Geschlechtsverkehr nicht zustimmt (bzw. de iure nicht zustimmen kann, weil sie noch keine 17 Jahre alt ist). Personen unter 16 Jahren können aufgrund von Artikel 30 (Defense of Infancy) wegen dieses Straftatbestandes nicht zur Verantwortung gezogen werden. Ein 16-Jähriger jedoch ist im Falle von sexual misconduct voll strafmündig und kann sogar bestraft werden, wenn sein „Opfer“ mehrere Monate älter ist als er selbst; 16-Jährige können durch de facto einvernehmlichen Geschlechtsverkehr sogar gegenseitig sexual misconduct aneinander begehen.
Sexual misconduct kann mit Strafen bis zu 1 Jahr Haft geahndet werden.
Die New Yorker Appellationsgerichte beschäftigen sich mit sexual misconduct meist in solchen Fällen, in denen der Geschlechtsverkehr auch de facto gegen den Willen des Opfers erfolgt ist. Häufiger werden Fälle von sexuellen Handlungen zwischen Liebespartnern an kleineren, örtlichen Gerichten verhandelt:
- 1995 wurde am Justice Court of Village of Fleischmanns (in Fleischmanns, Delaware County) ein junger Mann angeklagt, der als 16-Jähriger mit seiner 15-jährigen Freundin geschlafen hatte. Das Gericht gab seinem Antrag auf Straffreiheit statt.[41]
- 2004 wurde am Mount Vernon City Court der Fall eines Mannes verhandelt, der als 17-Jähriger mit seiner 15-jährigen Freundin geschlafen hatte. Sein Antrag auf Straffreiheit wurde vom Gericht abgewiesen.[42]

Beschuldigte im Alter von mindestens 21 Jahren
Nach Artikel 130.25, Abs. 2 macht sich eine Person strafbar, die 21 Jahre oder älter ist und Geschlechtsverkehr mit einer Person hat, die noch keine 17 Jahre alt ist (Rape in the third degree). Nach Artikel 130.40, Abs. 2 ist unter denselben Bedingungen auch oraler und analer Sex strafbar (Criminal sexual act in the third degree).

##### Sonstige sexuelle Handlungen
Nach Artikel 130.55 macht sich jede Person strafbar, die sexuelle Handlungen mit einer nicht zustimmungsfähigen Person vornimmt (Sexual abuse in the third degree). Dieser Fall bleibt straffrei, wenn gleichzeitig folgende drei Bedingungen vorliegen: 1. das Schutzalter (d. h. dass der Partner jünger als 17 Jahre ist) ist der einzige Grund für die fehlende Zustimmungsfähigkeit des Partners; 2. der Partner ist älter als 14 Jahre; 3. der Partner ist höchstens 4 Jahre jünger als der Beschuldigte.

##### Strafmaß, Gerichtszuständigkeit und Registrierung
Vergewaltigung (auch statutory rape) und criminal sexual acts werden in New York als Verbrechen (felony) verfolgt, sexual misconduct und sexual abuse als Vergehen (misdemeanor). Seit 2017 müssen Strafverfahren gegen Personen unter 18 Jahren, wenn es um sexual misconduct oder sexual abuse geht, vor Familiengerichten verhandelt werden. Vorher wurden Jugendliche oftmals an Gerichten angeklagt, an denen auch Erwachsene abgeurteilt werden. Personen, die in New York wegen einer Sexualstraftat verurteilt werden, erhalten entsprechend dem seit 2011 bestehenden Sex Offender Registration Act einen Eintrag in die New York State Sex Offender Registry; ausgenommen hiervon sind Jugendliche und bei erstmaliger Verurteilung auch Erwachsene, wenn deren Straftat lediglich als Vergehen (nicht als Verbrechen) eingestuft wird.